# Ambas Bay
Ambas Bay és una badia del sud-oest del Camerun tocant al golf de Guinea. El port de Limbe es troba a Ambas Bay. Alfred Saker va fundar el 1858 un poblament d'esclaus alliberats a la badia, que més tard fou rebatejat Victoria en honor de la reina d'Anglaterra. El 1884 Gran Bretanya va establir el Protectorat d'Ambas Bay, del qual Victoria fou la capital. Fou cedida a Alemanya el 1887.

## Governadors colonials d'Ambas Bay (Colònia de Victòria)
| Període                                 | Governador                                                                                       | Notes                                                                                            |
| --------------------------------------- | ------------------------------------------------------------------------------------------------ | ------------------------------------------------------------------------------------------------ |
| Colònia de Victoria                     |                                                                                                  |                                                                                                  |
| 1858                                    | Fundació de la colònia de Victoria per la societat anglesa Baptist Missionary Society Missionera | Fundació de la colònia de Victoria per la societat anglesa Baptist Missionary Society Missionera |
| 1858 a 1876                             | Alfred Saker, Administrador                                                                      |                                                                                                  |
| 1877 a 1878                             | George Grenfell, Administrador                                                                   |                                                                                                  |
| 1878 a 1879                             | Q. W. Thomson, Administrador                                                                     |                                                                                                  |
| 1879 a juliol de 1884                   | No consta, Administrador                                                                         |                                                                                                  |
| Protectorat britànic d' Ambas Bay       |                                                                                                  |                                                                                                  |
| 19 de juliol de 1884                    |                                                                                                  |                                                                                                  |
| Juliol 1884 a 21 d'abril de 1885        | Edward H. Hewitt, Administrador                                                                  |                                                                                                  |
| 21 d'abril de 1885 a 28 de març de 1887 | No consta, Administrador                                                                         |                                                                                                  |
| 28 de març de 1887                      | Ambas Bay esdevé part de les possessions alemanyes                                               | Ambas Bay esdevé part de les possessions alemanyes                                               |